# Paralia

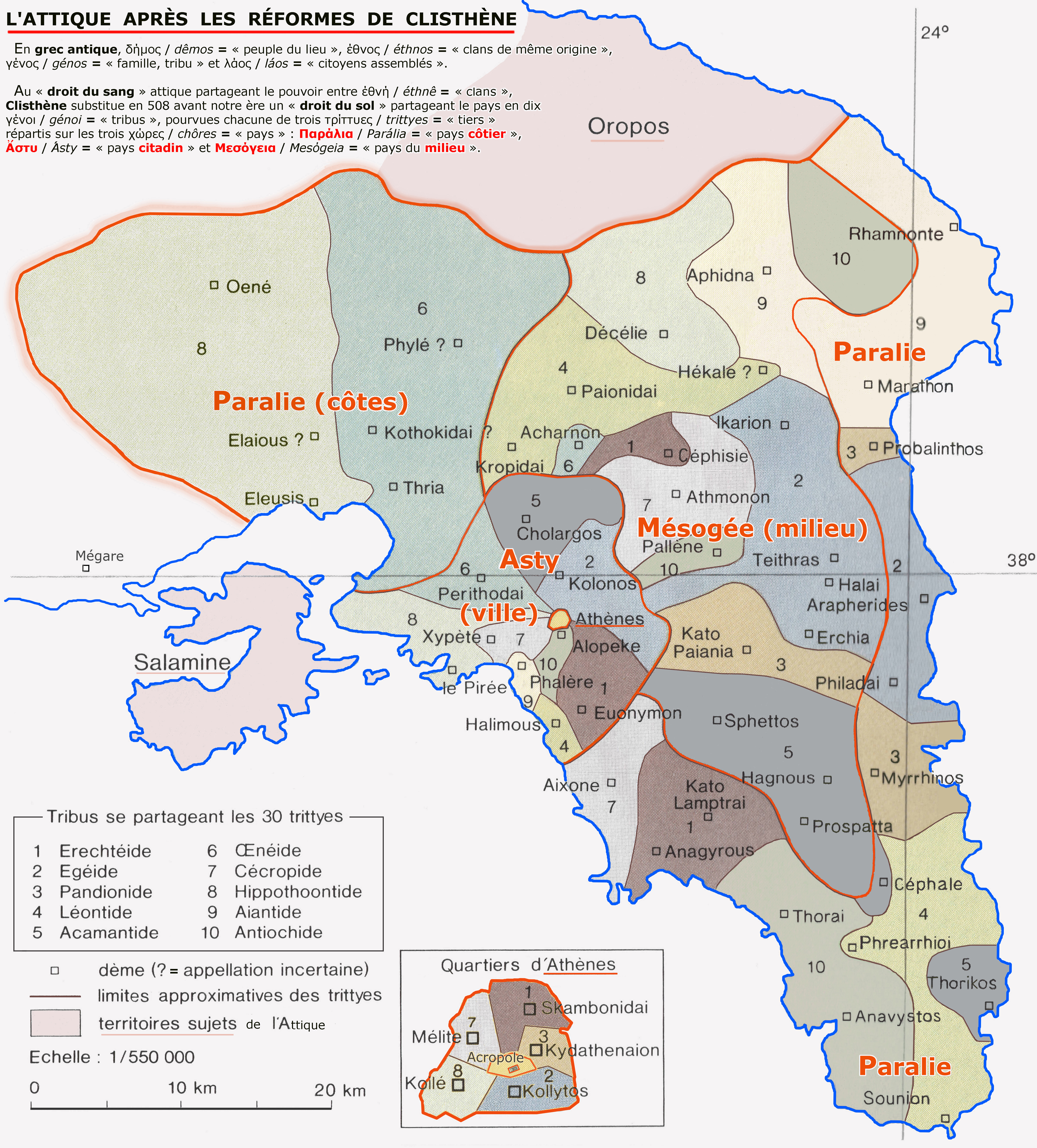
In questa mappa sono mostrati i confini approssimativi delle tre regioni istituite da Clistene

Paralia (in greco antico: Παραλία?, Paralía) era il nome della regione costiera dell'Attica, a volte usato anche per indicare la regione a est dell'Imetto; comprendeva tutta la parte meridionale dell'Attica, da capo Zoster a ovest e da Braurone a est fino a capo Sunio. Era collinoso e arido, ma comprendeva le miniere di argento del Laurio. Dopo la riforma di Clistene venne assegnata ad ognuna delle dieci tribù una trittia della Mesogea, una della Paralia e una dell'asty.
In epoca classica le dieci trittie della Paralia comprendevano circa 40 demi.